# Дурнев, Алексей Сергеевич
Алексе́й Серге́евич Ду́рнев (укр. Олексій Сергійович Дурнєв; род. 31 июля 1986, Мариуполь, Украина) — украинский актёр, телеведущий, продюсер, блогер и шоумен.

## Биография

### Ранние годы
Алексей Дурнев родился 31 июля 1986 года в Мариуполе, Донецкой области. В 2003 году окончил Мариупольский городской лицей. С 2003 по 2008 год учился в Харьковском национальном университете радиоэлектроники, специальность «Безопасность информационных технологий».

### Карьера
После получения профессии решил пойти в журналистику. В 2011 году на телеканале «ТЕТ» вышло его авторское шоу «Дурнев + 1». Соведущей Алексея стала Даша Ши. Шоу быстро приобрело широкую популярность, однако в 2014 году оно исчезло с экранов. В середине 2012 года Алексей стал ведущим телешоу «Богиня шопинга». В том же 2012 году участвовал в одном из эпизодов шоу «Бар Дак».
В 2014 году Алексей Дурнев выдвинул свою кандидатуру на парламентских выборах как самовыдвиженец. Но быть избранным в Верховную Раду Украины VIII созыва ему не удалось.
В 2017 году Алексей создал свой YouTube-канал, где за пять лет на него подписались более 700 тыс. зрителей. Дурнев стал выпускать ролики об Instagram-профилях знаменитостей. Самые популярные рубрики — «Дурнев смотрит сторис», «Упс! А що трапилось?» и «Еда Дурнева», где ведущий пробует разные блюда и делится собственными ощущениями.
В 2019 году Дурнев сыграл главную роль в комедийном фильме «Продюсер».

## Работы

### Телевидение
- 2011—2014 — «Дурнев +1» — ведущий;
- 2012, с 2014 — «Богиня шопинга» — эксперт[6]
- 2012 — «Бар Дак»

### Фильмография
- 2019 — «Продюсер[укр.]» — камео[7]
- 2022 — «Лучшие выходные[укр.]» — камео